# Roger Cotes
Roger Cotes (Burbage, 10 de julho de 1682 — Cambridge, 5 de junho de 1716) foi um matemático inglês.
Membro da Royal Society, conhecido por trabalhar conjuntamente com Isaac Newton, revisando a segunda edição de seu famoso livro, Philosophiae Naturalis Principia Mathematica, antes da publicação. Também inventou as fórmulas da integração numérica conhecidas como fórmulas de Newton-Cotes e primeiramente introduzir o que hoje é conhecido como fórmula de Euler, na forma {\displaystyle \log _{e}(\cos x+i\sin x)=ix\,}. Foi o primeiro Professor Plumiano de Astronomia e Filosofia Experimental da Universidade de Cambridge, de 1707 até sua morte.

## Juventude
Cotes nasceu em Burbage, Leicestershire. Seus pais eram Robert, o reitor de Burbage, e sua esposa, Grace, nascida Farmer. Roger tinha um irmão mais velho, Anthony (nascido em 1681) e uma irmã mais nova, Susanna (nascida em 1683), ambos morreram jovens. No início, Roger frequentou a Leicester School, onde seu talento matemático foi reconhecido. Sua tia Hannah se casou com o Rev. John Smith, e Smith assumiu o papel de tutor para encorajar o talento de Roger. O filho dos Smith, Robert Smith , se tornaria um amigo próximo de Roger Cotes ao longo de sua vida. Cotes mais tarde estudou na St Paul's School em Londres e entrou no Trinity College, Cambridge, em 1699. Ele se formou BA em 1702 e MA em 1706.

## Astronomia
As contribuições de Roger Cotes para os métodos computacionais modernos encontram-se principalmente nos campos da astronomia e da matemática. Cotes iniciou sua carreira educacional com foco em astronomia. Ele se tornou um membro do Trinity College em 1707, e aos 26 anos ele se tornou o primeiro Professor Plumian de Astronomia e Filosofia Experimental. Em sua nomeação para professor, ele abriu uma lista de assinantes em um esforço para fornecer um observatório para Trinity. Infelizmente, o observatório ainda estava inacabado quando Cotes morreu e foi demolido em 1797.
Em correspondência com Isaac Newton, Cotes projetou um telescópio heliostático com um espelho girando por um relógio. Finalmente, em 1707, ele formou uma escola de ciências físicas no Trinity em parceria com William Whiston.

## OPrincipia
De 1709 a 1713, Cotes envolveu-se fortemente com a segunda edição do Principia de Newton, um livro que explicava a teoria da gravitação universal de Newton. A primeira edição de Principia tinha apenas algumas cópias impressas e precisava de revisão para incluir as obras de Newton e os princípios da teoria lunar e planetária. Os dois passaram quase três anos e meio colaborando no trabalho, no qual deduzem totalmente, a partir das leis do movimento de Newton, a teoria da Lua, os equinócios e as órbitas dos cometas. Apenas 750 cópias da segunda edição foram impressas. A contribuição original de Cotes para o trabalho foi um prefácio que apoiava a superioridade científica dos princípios de Newton sobre a então popular teoria da gravidade do vórtice defendida por René Descartes. Cotes concluiu que a lei da gravitação de Newton foi confirmada pela observação de fenômenos celestes que eram inconsistentes com os fenômenos de vórtice alegados pelos críticos cartesianos.

## Matemática
O principal trabalho original de Cotes foi em matemática, especialmente nas áreas de cálculo integral, logaritmos e análise numérica. Ele publicou apenas um artigo científico em sua vida, intitulado Logometria, no qual ele construiu com sucesso a espiral logarítmica. Após sua morte, muitos dos artigos matemáticos de Cotes foram editados às pressas por seu primo Robert Smith e publicados em um livro, Harmonia mensurarum. Obras complementares de Cotes foram posteriormente publicados em A Doutrina e Aplicação de Fluxions de Thomas Simpson.

## Morte e avaliação
Cotes morreu de uma febre violenta em Cambridge em 1716 com a idade de 33 anos. Isaac Newton observou: "Se ele tivesse vivido, saberíamos de algo".